# Alamo (Tennessee)
Alamo es un pueblo situado en el condado de Crockett, Tennessee, Estados Unidos. Tiene una población estimada, a mediados de 2022, de 2317 habitantes.
Es la sede del condado.

## Geografía
La localidad está ubicada en las coordenadas 35°46′59″N 89°7′1″O / 35.78306, -89.11694. Según la Oficina del Censo de los Estados Unidos, tiene una superficie de 5.69 km², correspondientes en su totalidad a tierra firme.

## Demografía

### Censo de 2020
Según el censo de 2020, en ese momento había 2336 personas residiendo en la localidad. La densidad de población era de 410.54 hab./km².
| Raza                   | Núm. | Porc.   |
| ---------------------- | ---- | ------- |
| Blancos                | 1546 | 66.18%  |
| Afroamericanos         | 361  | 15.45%  |
| Amerindios             | 6    | 0.26%   |
| Asiáticos              | 2    | 0.09%   |
| De otras razas         | 259  | 11.09%  |
| De una mezcla de razas | 162  | 6.93%   |
| Total                  | 2336 | 100.00% |

Del total de la población, el 16.22% eran hispanos o latinos de cualquier raza.

### Censo de 2010
Según el censo de 2010, en ese momento había 2461 personas residiendo en la localidad. La densidad de población era de 432.69 hab./km². El 72.29% de los habitantes eran blancos, el 15.85% eran afroamericanos, el 0.08% eran asiáticos, el 0.12% eran isleños del Pacífico, el 10.08% eran de otras razas y el 1.58% eran de una mezcla de razas. Del total de la población, el 11.95% eran hispanos o latinos de cualquier raza.